# 石螺潭
石螺潭，是臺灣高雄市岡山區的一個傳統地域名稱，位於該區西南部。相較於今日行政區，其範圍大致包括白米里西北部南側凸出部分端、協榮里南半部、石潭里、福興里不含東北端、後協里西南部、機場用地南半部不含其西部。
本地區境內主要聚落為頂石螺潭、下石螺潭，設有空軍軍官學校。

## 歷史
台灣日治初期，石螺潭地區為一街庄，稱為「石螺潭庄」（舊制街庄），隸屬於仁壽上里。該庄昔日西邊北段及北邊西段與港口崙庄為鄰，北邊東段及東北邊與後協庄為鄰，東南與白米庄為鄰，南邊為梓官庄，西邊南至中段為彌陀港庄。
1901年（日治明治三十四年）11月11日，全台廢縣廳改設二十廳，該庄隸屬於鳳山廳。1904年（明治三十七年）5月3日，該庄編入「梓官區」，隸屬於鳳山廳。1909年（明治四十二年）10月25日，全台合併二十廳為十二廳，梓官區改隸屬於臺南廳。1920年（大正九年）10月1日，全台地方制度大改正，廢十二廳改設五州二廳，該庄改制為「石螺潭」大字，隸屬於高雄州岡山郡彌陀庄（新制街庄）。1943年（昭和十八年）10月1日，港口崙、石螺潭兩大字改隸屬於岡山街。
戰後岡山街改制為岡山鎮，隸屬於高雄縣，大字亦改制為里。1950年（民國39年）10月1日，高、屏分治，岡山鎮仍隸屬於高雄縣。2010年（民國99年）12月25日，高雄縣、市合併為直轄高雄市，岡山鎮改制為岡山區。

## 聚落
本地區發展較早的聚落為頂石螺潭、下石螺潭，在日治初期的官方地圖上已有記載。

## 交通
省道台17線又稱「西部濱海公路」，是甲南至水底寮的幹道，經過本地區西南角。由該道路北行可前往彌陀區、永安區東部、路竹區西端、湖內區西南端等地；南行可前往梓官區、橋頭區西南端、楠梓區、左營區等地。
省道台19甲線是鹽水至赤崁的幹道，經過本地區頂石螺潭、下石螺潭聚落。由該道路北行可前往岡山區岡山市區、阿蓮區、關廟區、新化區等地，南行可前往梓官區，並止於赤崁地區的區道高23線路口。
區道高25線是劉厝至梓官的道路，經過本地區東南部邊界地帶。
區道高25-1線是白米至五里林的道路，其北側端點（起點）位於本地區東南部邊界地帶北側的區道高25線路口。

## 學校
- 中華民國空軍軍官學校（部分）